# Gregers Christian Haxthausen
Gregers Christian greve Haxthausen (1. februar 1733 i København – 10. juli 1802 i København) var en dansk greve, stiftamtmand, diplomat og gehejmestatsminister

## Diplomat
Han blev født i København 1. februar 1733 (visse andre kilder siger 1732) og var en broder til generalløjtnant Clemens August Haxthausen. Allerede i sit 6. år fik han den bekendte Karl Christian Gärtner, senere professor i Braunschweig, til hovmester og undervistes siden i gymnasiet i Altona og i København, hvor han blev student 1748; siden studerede han ved Sorø Akademi og ved universitetet i Leipzig. 1752-55 foretog han en større udenlandsrejse til Holland, England og Frankrig og vendte derefter tilbage til København. Han gjorde her tjeneste som kammerjunker, hvilket han allerede var blevet 1749, og deltog i Tyske Kancellis sessioner, indtil han i november 1757 udnævntes til envoyé extraordinaire ved det kongelige polske og kurfyrstelig sachsiske hof. I begyndelsen af 1758 udnævntes han til kammerherre og afrejste kort efter til sin post. 1760 fik han ordre til at tage til Sankt Petersborg for at afløse Wilhelm August von der Osten, der var kommet til at stå på en meget spændt fod med tronfølgeren (Peter III). Haxthausen repræsenterede Danmark ved det russiske hof i de kritiske år 1761-63, fra 1762 med karakter af ministre plénipotentiaire. Som diplomat var Haxthausen næppe betydelig, men der var heller ikke noget at udrette under de daværende omstændigheder i Rusland; det gjaldt kun om at have en repræsentant, der ikke personlig irriterede kejseren og ikke var for nøje lieret med noget af de kæmpende partier. Da Peter III var styrtet, og der igen blev håb om en udjævning ad diplomatisk vej af det gottorpske spørgsmål, afløstes Haxthausen af Osten.

## Karriere i København
Efter hjemkomsten blev Haxthausen 1763 deputeret i Admiralitets- og Generalkommissariatskollegiet og 1766 1. civildeputeret i Generalkommissariatet for Søetaten, samme år Ridder af Dannebrog og af l'union parfaite, 1768 gehejmeråd. 1770 blev han 1. deputeret i det kombinerede Admiralitets- og Generalkommissariatskollegium. Under Struensees styrelse brugtes Haxthausen meget, han blev medlem af Gehejmekonferencekommissionen og fik tillige med etatsråd Willebrandt befaling til at gøre forslag til en ny og forbedret indretning af Søetatens styrelse. Han blev selv 1. deputeret i det omordnede Admiralitets- og Kommissariatskollegium 1771. Efter Struensees fald afskedigedes han fra sine embeder i København og blev amtmand over Flensborg og Bredsted Amter. 1774 blev han gehejmekonferensråd, 1783 Ridder af Elefanten, 1784 amtmand over Ringsted og Sorø Amter samt overhofmester for Sorø Akademi og 1787 stiftamtmand i Sjællands Stift og amtmand over Færøerne, hvilken stilling han beklædte til 1790. Allerede 1784 havde Joachim Otto Schack-Rathlou foreslået Haxthausen som medlem af det nye statsråd, men kronprinsen ville ikke gå ind derpå. Da Schack-Rathlou og Frederik Christian Rosenkrantz var trådte ud af statsrådet i 1788, og Henrik Stampe døde 1789, fandt man det nødvendigt på ny at få det danske parti repræsenteret i regeringen, og 28. november 1789 udnævntes Haxthausen og Jørgen Erik Skeel til statsministre, efter Haxthausens eget udsagn, fordi de tilfældigvis var født danske. I 1795 blev Haxthausen tillige præsident i Vestindisk-guineisk Rente- og Generaltoldkammer og medlem af direktionen for Postpensionskassen, men afskedigedes allerede samme år fra alle sine embeder. Han døde 10. juli 1802 og er begravet i Holmens Kirke.

## Vurdering
Haxthausen skildres som en meget pligtopfyldende embedsmand og en i alle henseender hæderlig og ridderlig karakter, men nogen større betydning som statsmand har han ikke haft. Han var en mand med betydelig dannelse og mange litterære interesser. Han efterlod sig et ikke ringe bibliotek, væsentlig historiske skrifter vedrørende polske og russiske forhold, som han havde samlet på sine gesandtskabsrejser; det kom efter hans død ved køb til Det Kongelige Bibliotek.
Han var gift to gange: Første gang (1758) med Louise Charlotte f. von der Osten (10. oktober 1735 – 5. juli 1766), datter af gehejmekonferensråd Wilhelm August von der Osten, og anden gang (1767) med Anna Elisabeth f. Juul (15. december 1750 – 10. april 1813), datter af Ove Juul til Ravnholt.